# Tomasz Konicz
Tomasz Konicz (* 17. Mai 1973 in Olsztyn, Polen) ist ein Autor und Journalist polnischer Herkunft.

## Werdegang
Tomasz Konicz studierte Geschichte und Philosophie in Hannover sowie Wirtschaftsgeschichte in Posen. Als Journalist schreibt er regelmäßig u. a. für neues deutschland und konkret. Außerdem ist beziehungsweise war er Autor für die Magazine Exit, Streifzüge, Telepolis und das Quartalsmagazin Hintergrund. Nach dem Wechsel des Chefredakteurs ist Konicz nicht mehr für Telepolis tätig. Thematisch setzt er sich vor allem mit den Themen Wirtschaftspolitik, Krise und Verschwörungsdenken auseinander. Konicz bezieht sich in seinen Texten auf die Wertkritik, wie sie maßgeblich von Robert Kurz ausgearbeitet wurde, sowie auf die Weltsystemtheorie Immanuel Wallersteins.

## Veröffentlichungen
- Politik in der Krisenfalle (Telepolis): Kapitalismus am Scheideweg, 2012, Heise, ISBN 978-3-936931-82-2.
- Krisenideologie – Wahn und Wirklichkeit spätkapitalistischer Krisenverarbeitung, 2013, Heise, ISBN 978-3-944099-15-6.
- Aufstieg und Zerfall des Deutschen Europa, 2015, ISBN 978-3-89771-591-2.
- Kapitalkollaps – Die finale Krise der Weltwirtschaft, 2. Auflage 2016, ISBN 978-3-930786-80-0.
- Faschismus im 21. Jahrhundert. Skizzen der drohenden Barbarei,  Heise Medien, 2018. ISBN 978-3-95788-174-8.
- Klimakiller Kapital. Wie ein Wirtschaftssystem unsere Lebensgrundlagen zerstört, Mandelbaum Verlag, Wien 2020, ISBN 978-3-85476-692-6.
- Deutschlands Querfront: Altlinke auf dem Weg zur Neuen Rechten, 2024, ISBN 978-3-7598-1449-4

sowie Mitarbeit an diversen Sammelbänden.